# Čaradice
Čaradice (in ungherese Csárad) è un comune della Slovacchia facente parte del distretto di Zlaté Moravce, nella regione di Nitra.